# Праздники Албании

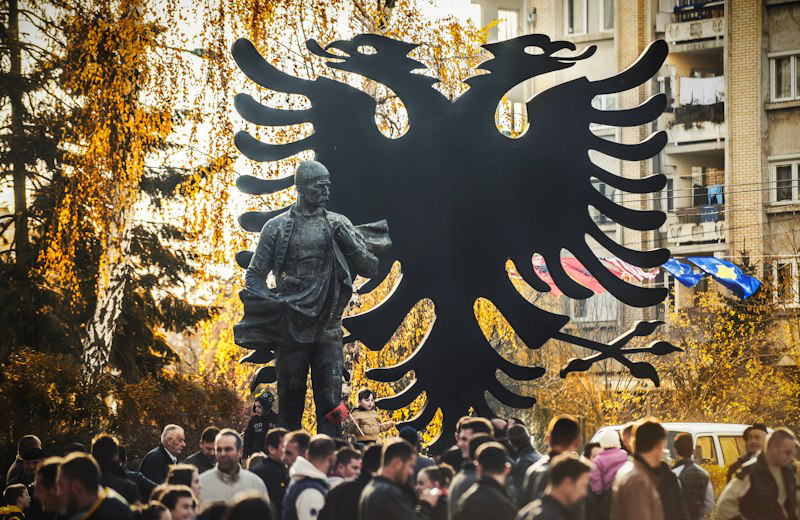
Памятник Исе Болетини в Косовской-Митровице, установленный к 100-летию независимости Албании

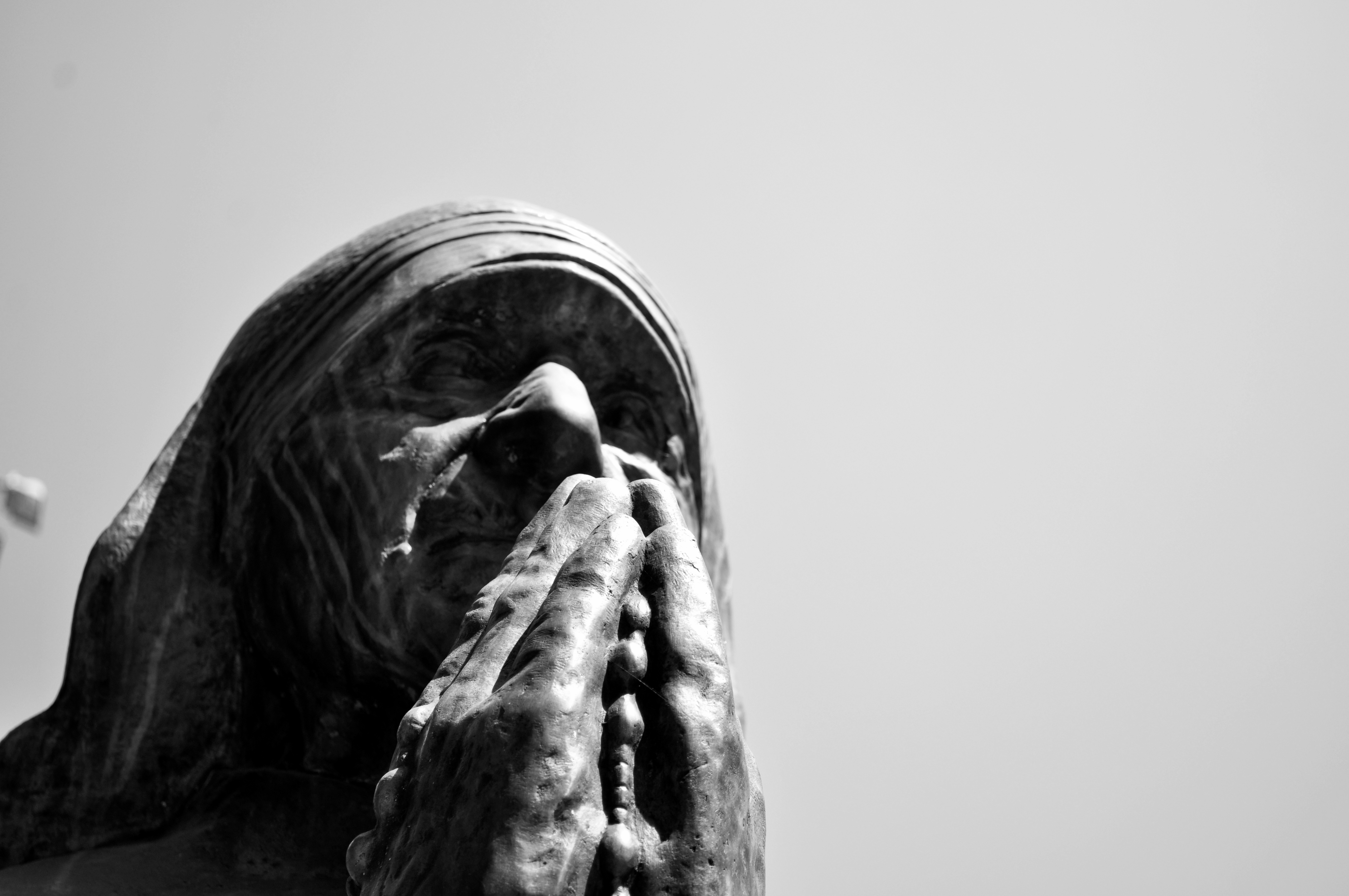
Мать Тереза, чей праздник отмечается ежегодно в Албании

Список праздников Албании, регулярно отмечаемых, представлен в таблице ниже.

## Праздники

### Закреплённая дата
| Дата         | Название                   | На албанском                  | Особенности |
| ------------ | -------------------------- | ----------------------------- | --- |
| 1 — 2 января | Новый год                  | Viti i Ri                     | |
| 7 марта      | День учителя               | Dita e Mësuesit               | Неофициальный праздник, рабочий день                                                                           |
| 8 марта      | День матери                | Dita e Nënës                  | Неофициальный праздник, рабочий день                                                                           |
| 14 марта     | День лета                  | Dita e Verës                  | Утверждён парламентом Албании в 2004 году как официальный и национальный праздник                              |
| 22 марта     | Новруз                     | Novruz                        | Отличается от даты ООН — 21 марта                                                                              |
| 1 апреля     | День смеха                 | Dita e Gënjeshtrave           | Неофициальный праздник, рабочий день                                                                           |
| 1 мая        | День труда                 | Një Maji                      | |
| 1 июня       | День ребёнка               | Dita Ndërkombëtare e Fëmijëve | Неофициальный праздник, рабочий день                                                                           |
| 19 октября   | День матери Терезы         | Dita e Nënë Terezës           | Утверждён парламентом Албании как официальный и национальный праздник                                          |
| 28 ноября    | День независимости Албании | Dita e Pavarësisë             | Увековечивает декларацию независимости Албании, принятую 28 ноября 1912; также известен как День флага Албании |
| 29 ноября    | День освобождения          | Dita e Çlirimit               | Увековечивает освобождение Албании от нацистских оккупантов в 1944 году                                        |
| 8 декабря    | День молодёжи              | Dita Kombëtare e Rinisë       | Утверждён парламентом Албании в 2010 году как официальный и национальный праздник                              |
| 24 декабря   | Сочельник                  | Krishlindjet                  | |
| 25 декабря   | Рождество                  | Krishtlindjet                 | |

### Без конкретной даты
| Название           | На албанском      | Особенности                                                                            |
| ------------------ | ----------------- | -------------------------------------------------------------------------------------- |
| Пасха Католическая | Pashkët katolike  | Отмечается верующими Албанской грекокатолической церкви, о дате см. Пасхалия           |
| Пасха Православная | Pashkët ortodokse | Отмечается верующими Албанской и Македонской православных церквей, о дате см. Пасхалия |
| Ураза-байрам       | Fitër Bajrami     | Отмечается мусульманами в первые три дня месяца шавваль                                |
| Курбан-байрам      | Kurban Bajrami    | Отмечается мусульманами через 70 дней после праздника ураза-байрам                     |